# Bekende Vlaming
Een bekende Vlaming, meestal afgekort tot BV, is iemand die (algemeen) bekend is in Vlaanderen. Het gaat hier vooral om Vlamingen die vaak hun opwachting maken in populaire televisieprogramma's, kranten en tijdschriften, zoals politici, zangers, acteurs, presentatoren en komieken. Veel BV's komen dan ook uit de wereld van de showbizz. De term 'BV' wordt toegeschreven aan journalist Alain Grootaers, die hem in 1989 gebruikte in zijn showbizzrubriek in het weekblad Panorama.
Internationaal bekende Vlamingen zijn niet noodzakelijkerwijs BV's. De kunstenaar Luc Tuymans exposeert bijvoorbeeld in meerdere landen, maar duikt slechts sporadisch op in de populaire media in Vlaanderen. 
Bekende Vlamingen zijn ook regelmatig het doelwit van satire, zoals in de rubriek "Het Gat van de Wereld" in Humo en de stripreeks De Geverniste Vernepelingskes.